# Till Fjälls
Till Fjälls – pierwszy pełny album szwedzkiej grupy z pogranicza metalu progresywnego i folk metalu - Vintersorg, wydany 8 grudnia 1998 roku.

## Lista utworów
1. "Rundans" - 1:30
2. "För Kung och Fosterland" - 3:47
3. "Vildmarkens Förtrollande Stämmor" - 4:09
4. "Till Fjälls" - 6:42
5. "Urberget, Äldst av Troner" - 5:03
6. "Hednad i Ulvermånens Tecken" - 2:23
7. "Jökeln" - 3:26
8. "Isjungfrun" - 4:43
9. "Asatider" - 3:55
10. "Fångad Utav Nordens Själ" - 4:30

## Muzycy
- Andreas "Vintersorg" Hedlund - śpiew, gitary, gitara basowa

Gościnnie
- Vargher - instrumenty klawiszowe, programowanie perkusji
- Andreas Frank - gitara na "För Kung Och Fosterland" i "Asatider"
- Cia Hedmark - śpiew na "Isjungfrun" i "Fångad Utav Nordens Själ"
- Nisse Johansson - instrumenty klawiszowe